# Тревіс Моен
Тревіс Моен (англ. Travis Moen; 6 квітня 1982, м. Свіфт-Каррент, Канада) — канадський хокеїст, правий нападник. Виступає за «Монреаль Канадієнс» в Національній хокейній лізі.
Виступав за «Келоуна Рокетс» (ЗХЛ), «Норфолк Едміралс» (АХЛ), «Чикаго Блекгокс», «Анагайм Дакс», «Сан-Хосе Шаркс».
В чемпіонатах НХЛ — 570 матчів (52+55), у турнірах Кубка Стенлі — 68 матчів (11+8).
Досягнення
- Володар Кубка Стенлі (2007).